# Mark Flekken
Mark Flekken (ur. 13 czerwca 1993 w Kerkrade) – holenderski piłkarz, występujący na pozycji bramkarza w niemiecki klubie Bayer 04 Leverkusen oraz w reprezentacji Holandii. 
Wychowanek Rody JC Kerkrade, w trakcie swojej kariery grał także w takich zespołach, jak Alemannia Aachen, SpVgg Greuther Fürth, MSV Duisburg oraz Liverpool F.C.